# 御財印めぐり
御財印めぐり（　）とは、日本各地で大切に継承されてきた文化財などのデザインを表象した「御財印」を集めてめぐり、その地域の人々とのふれあいや文化・歴史を楽しみながら未来につなげる応援の旅のこと。
令和7年4月で、130か所での頒布となる予定。また、御財印の頒布による収益は文化財など継承のために活用される。

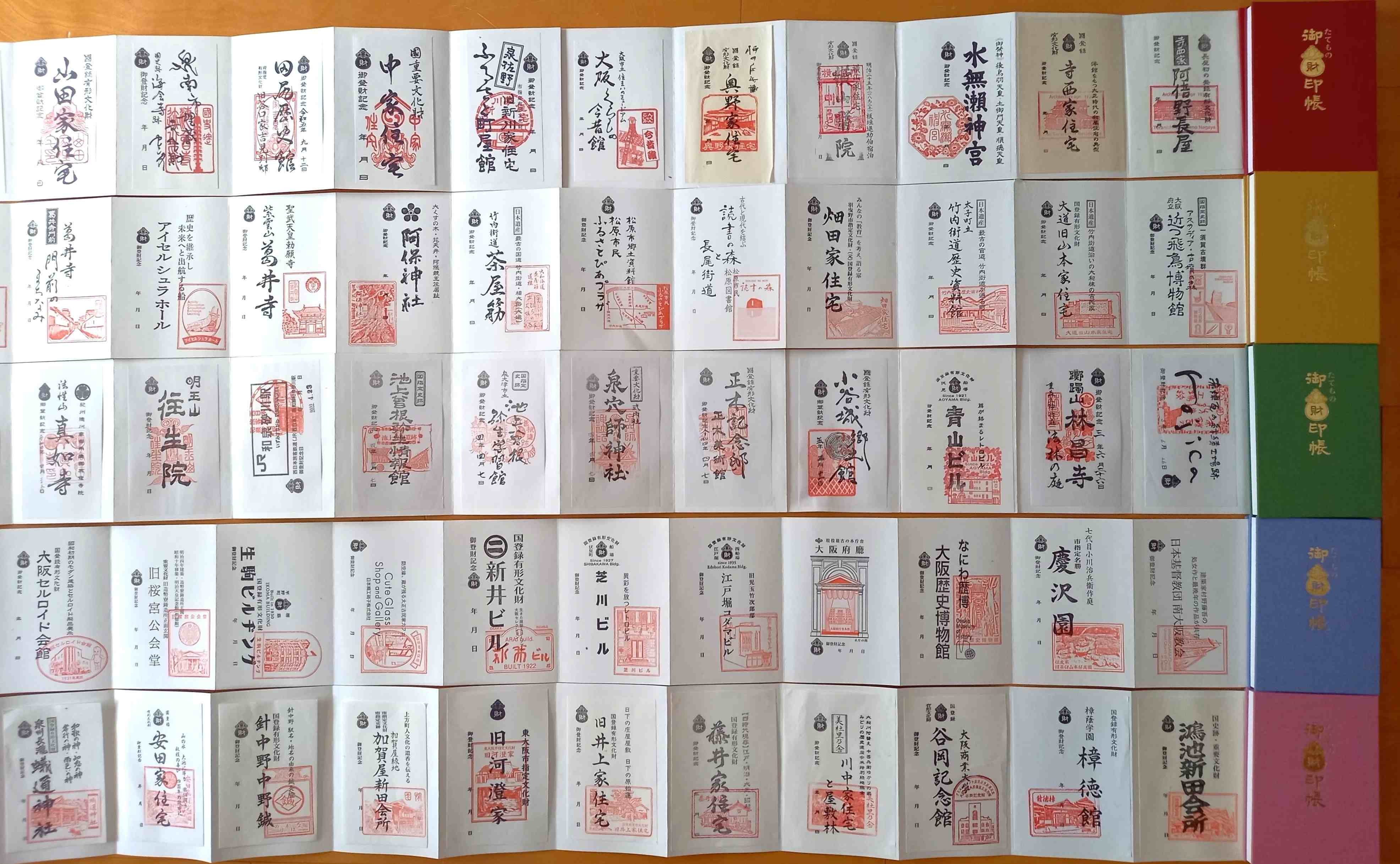
御財印

大阪府登録文化財所有者の会（大阪登文会）の企画事業。「御財印」（第6804221号）は、同会の登録商標である。

## 概要
御財印のデザインは、施設名称あるいは文化財名のスタンプ（⿊印）と絵柄のスタンプ（朱印）の２種類の組み合わせで、寺社で授与される御朱印に似ており、御朱印と同様に、御財印帳へ直接押印する場合と、奉書紙などに押印された状態で頒布され、自ら御財印帳に貼り付ける場合がある（日付は各自で記載）。 令和7年4月現在で130か所で頒布が行われている。
「御財印めぐり」は泉南市の企画でスタートした。令和2年度の御財印の頒布箇所は15件、令和3年度には33件が追加され、令和4年度からは大阪登文会の企画となり、 『阪急阪神 未来のゆめ･まち基金』の助成などにより17件追加が追加。また『芳泉文化財団地域文化活性化助成』や各頒布箇所の自主的な参加により、令和5年度は41件、令和6年度は24件が追加され、令和7年4月からは130か所で御財印が頒布となる。 「御財印めぐり」は、寺社を巡って集める御朱印の文化財版で、御財印帳を購入し、文化財などを訪れ、そこで御財印を押す。周辺の市町村の文化財などを訪れ文化財などを巡り、地域の方々とふれあいながら、まちの文化や歴史を学ぶことができる。御財印の頒布箇所が増えることにより、各地域で御財印めぐりが他団体主催（大阪登文会協力）で企画されるようになってきた。 歴史的建造物を保存し活用することは、歴史的な景観や⽣活文化においても重要であり、地域住⺠や専門家やサポ ーターの協力が欠かせない。多くの人々がその重要性と価値感を共有することにより地域の 活性化にもつながり、また、文化財の活用を進めるとともに、地域住⺠や所有者との新たな交流を創出し、マイクロツ ーリズムの推進にもつながることが期待されている。

## 参加施設（御財印頒布箇所）[17]
岬町／岬の歴史館（旧孝子小学校）、興善寺（みさき大仏）、理智院、産土神社　　阪南市／浪花酒造（成子家住宅）、大願寺 (延命地蔵尊)、青木松風庵「月化粧ファク トリー」菓祖神社　　泉南市／茅渟神社、南泉寺、光平寺（光平寺石造五輪塔）、男神社、rojica、 里外神社、和泉砂川駅、紀州街道信達宿、林昌寺法林の庭、真如寺、長慶寺、往生院、 市場稲荷神社、岡中鎮守社のクスとマキ、信達神社、信達神社のナギ･オガタマの木、 山田家住宅、泉南市埋蔵文化財センター（国史跡海会寺跡）　　田尻町／田尻歴史館（旧谷口家吉見別邸） 　　泉佐野市／泉佐野ふるさと町屋館（旧新川家住宅）、日根神社、蟻通神社　　熊取町／中家住宅、熊取交流センター煉瓦館　　貝塚市／貝塚寺内町、水間駅（水間鉄道水間駅舎）、井手家住宅、貝塚市歴史展示館 　　岸和田市／岸和田城庭園（八陣の庭）、五風荘、岸和田市立自泉会館　　和泉市／佐竹ガラス、池上曽根弥生情報館（池上曽根遺跡）、大阪府立弥生文化博物館　　忠岡町／正木記念邸　　泉大津市／泉穴師神社、浜街道と周辺地域、池上曽根弥生学習館（池上曽根遺跡)　　堺市／浜寺公園駅舎、諏訪ノ森駅西駅舎、さかい利晶の杜、伸庵･黄梅庵、堺市博物館(百舌鳥古墳群)、小谷城郷土館、多治速比売神社、兒山家住宅、堺市立町家歴史館 山口家住宅　　河内長野市／あまみ温泉 南天苑、山川草膳 久右衛門（旧中村家住宅）、延命寺、 西條酒造（西條合資会社）、観心寺、金剛寺、旧梶谷家住宅（滝畑ふるさと文化財の 森センター）　　大阪狭山市／狭山池、大阪府立狭山池博物館（狭山池）　　富田林市／岩根家住宅、旧杉山家住宅、富田林寺内町　　千早赤阪村／楠公誕生地 河南町／大阪府立近つ飛鳥博物館（一須賀古墳群）　　太子町／大道旧山本家住宅、太子町竹内街道歴史資料館（竹内街道）　　羽曳野市／畑田家住宅、チョーヤ梅酒株式会社　　松原市／読書の森 松原市民松原市図書館、松原市民ふるさとぴあプラザ、竹内街道 茶屋筋（松原茶屋）、阿保神社 　　藤井寺市／葛井寺、アイセル シュラ ホール、葛井寺門前のまちなみ、伴林氏神社　　柏原市／寺田家住宅、カタシモワイナリー直売所、カタシモワインフード貯蔵庫、 柏原市立歴史資料館（高井田横穴）、安田家住宅、青谷遺跡（竹原井離宮跡）　　八尾市／安中新田会所跡 旧植田家住宅、萩原家住宅（茶吉庵）、恩智神社　　東大阪市／学校法人樟蔭学園 樟徳館、大阪商業大学 谷岡記念館、鴻池新田会所、川中家住宅、藤井家住宅、旧河澄家、旧井上家住宅　　豊中市／大阪大学総合学術博物館（待兼山修学館）、奥野家住宅、日本民家集落博物館 西山氏庭園･西山家住宅　　吹田市／関西大学簡文館･博物館、旧中西家住宅（吹田市吉志部文人墨客迎賓館）　　高槻市／横山医院（横山家住宅）　　島本町／島本町立歴史文化資料館、水無瀬神宮　　池田市／小林一三記念館　　大阪市／少彦名神社、伏見ビル、青山ビル、大阪市立住まいのミュージアム「大阪 くらしの今昔館」寺西家住宅、寺西家阿倍野長屋、加賀屋新田会所跡･加賀屋緑地、 針中野中野鍼、梲家（旧角谷家住宅）、日本基督教団 南大阪教会、慶沢園、 大阪歴史博物館、大阪府庁本館、山本能楽堂、江戸堀コダマビル、芝川ビル、 適塾、新井ビル、CuteGlass shop and Gallery 日本精工硝子株式会社、 生駒ビルヂング、旧桜宮公会堂、大阪セルロイド会館、深江郷土資料館 別館 （旧幸田家住宅）、石川家住宅 

## 協力・写真提供[17]
大阪府教育庁・大阪市教育委員会・岬町教育委員会・阪南市教育委員会・ 泉南市教育委員会・泉南市観光協会・田尻町教育委員会・泉佐野市教育委 員会・熊取町教育委員会・貝塚市教育委員会・岸和田市教育委員会・和泉 市教育委員会・忠岡町教育委員会・泉大津市教育委員会・堺市・河内長野 市教育委員会・大阪狭山市教育委員会・富田林市教育委員会・千早赤阪村 教育委員会・河南町教育委員会・太子町教育委員会・羽曳野市生涯学習部・ 松原市教育委員会・藤井寺市教育委員会・柏原市教育委員会・八尾市魅力 創造部・東大阪市人権文化部・豊中市教育委員会・吹田市教育委員会・ 島本町教育委員会・池田市教育委員会・公益財団法人阪急文化財団・公益 財団法人大阪府文化財センター・JR西日本和泉砂川駅・南海電気鉄道株式 会社・水間鉄道株式会社・NPO浜寺公園駅舎保存活用の会・NPO浜寺諏訪ノ 森を考える会 公益社団法人大阪府建築士会・大阪府ヘリテージマネージャー協議会・ 大阪文化財ナビ
1. 1 2 3  “「御財印めぐり」事業 | 大阪文化財ナビ” (2025年3月16日). 2025年4月20日閲覧。
2. ↑  河田泰之（大阪府泉南市教育委員会） (2023-02-08). [chrome-extension://efaidnbmnnnibpcajpcglclefindmkaj/https://www.bunka.go.jp/seisaku/bunkazai/shokai/pdf/93827701_01.pdf “「このゆびとまれ」からはじめる文化財の活用”]. 令和４年度第２回埋蔵文化財担当職員等講習会―発表要旨 (文化庁　長崎県教育委員会):  57-64.
3. ↑  『[chrome-extension://efaidnbmnnnibpcajpcglclefindmkaj/https://www.bunka.go.jp/seisaku/bunkazai/shokai/yukei_kenzobutsu/pdf/93888801_01.pdf 建造物を地域と文化に　登録有形文化財建造物制度の御案内]』文化庁、0501年。
4. ↑  “ホーム|泉南市ウェブサイトにようこそ！”. www.city.sennan.lg.jp. 2025年4月20日閲覧。
5. ↑  “大阪府登録文化財所有者の会”. osaka-tobunkai.org. 2025年4月20日閲覧。
6. ↑  “未来のゆめ･まちプロジェクト | 阪急阪神ホールディングス”. www.hankyu-hanshin.co.jp. 2025年4月20日閲覧。
7. ↑  “公益財団法人 芳泉文化財団”. 公益財団法人 芳泉文化財団. 2025年4月20日閲覧。
8. ↑  「古民家活用へ登録文化財に　保存と両立、関西で多く」『日本経済新聞』20230928、朝刊。
9. ↑  “https://yosano-kankou.net/latestinfo/gozaiin/”.   与謝野町観光協会 (2024年5月15日). 2025年4月20日閲覧。
10. ↑  “友禅和紙が選べる！御集印帳づくり”.   富田林寺内町　BIKENTECHNO (2025年4月1日). 2025年4月20日閲覧。
11. ↑  “河内の古民家御財印めぐり展”.   旧河澄家 (2025年1月25日). 2025年4月20日閲覧。
12. ↑  “東大阪市の古民家御財印めぐり”.   旧河澄家 (2024年10月5日). 2025年4月20日閲覧。
13. ↑  「歴史的建造物、稼ぐ拠点に」『日本経済新聞』20231209、朝刊。
14. ↑  「登録有形文化財、関西に集中
レトロ建築、にぎわい創出」『日本経済新聞』20231209、夕刊。
15. ↑  “豊中市岡町で御財印めぐりとお餅つき”.   大阪府建築士会　文化庁　大阪府登録文化財所有者の会 (2024年12月8日). 2025年4月20日閲覧。
16. ↑  橋爪節也 (2023-07-10). “デザインも洒脱、何カ所「御財印」を集められるか　文化の精髄を巡る古くて新しいミニツアー”. いちょう並木 (大阪市教育委員会) (No,480):  3.
17. 1 2  “御財印めぐり　令和６年度”.   奈良文化財研究所 (2025年4月20日). 2025年4月20日閲覧。
18. ↑  “3月31日～泉南の文化遺産で「御財印めぐり」”.   泉南市成長戦略室プロモーション戦略課 (2024年3月31日). 2025年4月20日閲覧。
19. ↑  田尻町総務部企画人権課広報係 (2022-07-01). “田尻町総務部企画人権課広報係”. 広報TAJIRI (田尻町総務部企画人権課広報係) (No.662):  4-5.
20. ↑  貝塚市 (2022-08-31). “「御財印めぐり」で御財印を集めてみませんか？”. かいづか文化財だより　テンプス (貝塚市教育委員会) (77号):  5.
21. ↑  “「たてもの御財印めぐり」に、自泉会館も入っています”.   岸和田市観光協会 (2021年4月8日). 2025年4月20日閲覧。